# Марано-Тичино
Марано-Тичино (итал. Marano Ticino) — коммуна в Италии, находится в регионе Пьемонт, в провинции Новара.
Население составляет 1407 человек (2008), плотность населения составляет 201 чел./км². Занимает площадь 7 км². Почтовый индекс — 28040. Телефонный код — 0321.
Покровительницей коммуны почитается Пресвятая Богородица, празднование 16 июля.

## Демография
Динамика населения:

## Администрация коммуны
- Официальный сайт: http://www.comune.maranoticino.no.it/